# Altmünden
Altmünden is een dorp in de gemeente Hann. Münden in het Landkreis Göttingen in Nedersaksen in Duitsland. Het wordt voor het eerst vermeld in een oorkonde uit 1180. Vermoed wordt dat Altmünden is ontstaan vanuit Gimundi dat tot wüstung vervallen is. Het dorp ligt aan de Weser. Officieel is het een stadswijk van Hann. Münden.